# 戈蘭脂眼鯡
戈蘭脂眼鯡為輻鰭魚綱鲱形目鲱科的其中一種，分布於西印度洋紅海北部海域，棲息深度可達50公尺，體長可達20.8公分，棲息在沿海海域，生活習性不明。

## 擴展閱讀
維基物種上的相關：戈蘭脂眼鯡